# Campeonato Chileno de Futebol de 1943
O Campeonato Chileno de Futebol de 1943 (oficialmente Campeonato Nacional de Fútbol Profesional de la Primera División de Chile) foi a 11ª edição do campeonato do futebol do Chile. Os clubes jogavam em turno e returno. Não houve rebaixamento pois a División de Honor Amateur (criada neste ano) como o nome indica, não era profissional. Porém, também é um campeonato de segunda divisão predecessor do Campeonato Chileno de Futebol - Segunda Divisão.

## Participantes
| Equipe                                        | Cidade        | Região                | No ano anterior | Estádio                       | Capacidade | Títulos                    | Participações |
| --------------------------------------------- | ------------- | --------------------- | --------------- | ----------------------------- | ---------- | -------------------------- | ------------- |
| Audax Club Sportivo Italiano                  | La Florida    | Província de Santiago | Sexto Lugar     | Estádio Santa Laura           | 22.375     | 1 (1936)                   | 11            |
| Club Social y Deportivo Colo-Colo             | Ñuñoa         | Província de Santiago | Terceiro Lugar  | Estádio Nacional de Chile     | 55.100     | 3 (1937, 1938, 1940)       | 11            |
| Club Deportivo Magallanes                     | Maipú         | Província de Santiago | Vice Campeão    | Estádio de la Escuela Militar | ---        | 4 (1933, 1934, 1935, 1938) | 11            |
| Club de Deportes Badminton                    | Santiago      | Província de Santiago | Oitavo Lugar    | Estádio Carabineros           | 12.000     | 0 (não possui)             | 11            |
| Corporación Club de Deportes Santiago Morning | Independencia | Província de Santiago | Campeão         | Estádio Santa Laura           | 22.375     | 1 (1942)                   | 8             |
| Club Universidad de Chile                     | Santiago      | Província de Santiago | Quinto Lugar    | Estádio Santa Laura           | 22.375     | 1 (1940)                   | 6             |
| Club de Deportes Green Cross                  | Santiago      | Província de Santiago | Quarto Lugar    | Estádio Carabineros           | 12.000     | 0 (não possui)             | 6             |
| Club Deportivo Universidad Católica           | Las Condes    | Província de Santiago | Nono Lugar      | Estádio Santa Laura           | 22.375     | 0 (não possui)             | 5             |
| Unión Española                                | Independencia | Província de Santiago | Sétimo Lugar    | Estádio Santa Laura           | 22.375     | 0 (não possui)             | 10            |
| Santiago National Football Club               | Independencia | Província de Santiago | Reafiliado      | Cancha de la Chacra Bezanilla | ----       | 0 (não possui)             | 4             |

## Campeão
| Campeão Chileno 1943                               |
| -------------------------------------------------- |
| Unión Española (Independencia) (1º título) Campeão |